# Spiel des Jahres

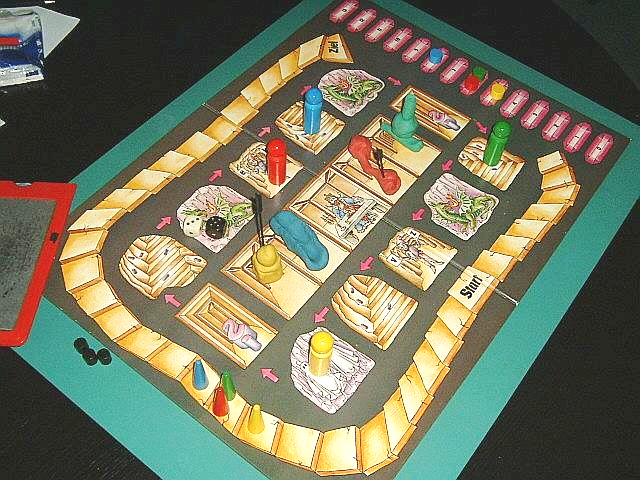
Herní plán deskové hry „Barbarossa und die Rätselmeister“ (autor hry Klaus Teuber, titul „Hra roku“ získala v roce 1988). Obrázek zachycuje situaci, kdy všichni hráči jsou blízko u sebe, a tak se rozhodující část hry stane pravděpodobně uprostřed.

Spiel des Jahres (česky Hra roku) je německé ocenění moderních společenských her. Udělují je kritici již od roku 1979.
Kinderspiel des Jahres (česky Dětská hra roku) je ocenění moderních společenských her pro děti do 8 let. Uděluje se od roku 2001 souběžně se Spiel des Jahres, v předchozích letech se tato cena udělovala jako jedna ze zvláštních cen Spiel des Jahres.

## Historie ceny
Cena byla založena v roce 1978 asociací předních recenzentů her z německy mluvících zemí. Od roku 2001 se jako samostatná cena uděluje cena Kinderspiel des Jahres pro nejlepší dětskou hru roku, která nahradila do té doby udělovanou zvláštní cenu Sonderpreis Kinderspiel (zvláštní cena pro nejlepší dětskou hru).
Cenu uděluje asociace herních recenzentů z německy mluvících zemí Spiel des Jahres e.V.. Asociace je v zájmu nezávislosti financována výhradně z příspěvků a licenčních poplatků za užívání emblému.

## Způsob udělování ceny
O nositeli ceny rozhoduje porota, do níž jsou zváni novináři, kteří již dlouhou dobu publikují materiály o hrách v médiích a tím prokázali své znalosti a schopnost spravedlivého posuzování v této oblasti. V porotě nesmějí zasedat lidé, kteří jsou jakkoli spojeni s výrobou nebo prodejem her.
Porota vybere ze všech her vydaných v tomto a předchozím kalendářním roce seznam doporučených her, z něhož je následně vybráno nejvýše pět her, které jsou nominovány na hlavní cenu. Z nich je pak vybrán vítěz večer před oznámením výsledků.
Hry jsou hodnoceny podle hledisek:
- myšlenka hry – originalita, hratelnost a vzdělávací hodnota
- forma pravidel – uspořádání, jasnost a pochopitelnost
- provedení – balení, rozvržení hrací desky a podoba pravidel
- design – funkčnost a celková kvalita obsaženého materiálu

Ceny se udělují v kategoriích:
- Hra roku
- Hra roku pro děti (Kinderspiel des Jahres)
- Zvláštní cena (SonderPreis) – udělována za hru, která je v něčem výjimečná, např. za nejkrásnější hru atp., do roku 2000 byla jako zvláštní cena udělována i cena za nejlepší dětskou hru; může být udělena za jeden rok více hrám nebo žádné hře

Vítěz nezískává žádné finanční ocenění. Má právo tvrdit, že tuto cenu získal, a může po zaplacení licenčního poplatku používat emblém Spiel des Jahres.

## Kinderspiel des Jahres
Cena za nejlepší dětskou hru roku Kinderspiel des Jahres se od roku 2001 uděluje souběžně se Spiel des Jahres, avšak v odděleném procesu a jinou porotou. Jejími členy jsou tři členové poroty udělující cenu Spiel des Jahres a čtyři další lidé, pracující v oblasti médií pro děti. Do nominace jsou zařazovány hry určené pro děti do 8 let. Proces rozhodování o vítězi a ocenění vítěze je stejný jako u Spiel des Jahres.

## Vítězové Hry roku

### Spiel des Jahres
- 2023 – Dorfromantik
- 2022 – Kaskádie
- 2021 – MikroMakro: Město zločinu
- 2020 – Obrázky
- 2019 – Jedním slovem
- 2018 – Azul
- 2017 – Kingdomino
- 2016 – Krycí jména
- 2015 – Colt Express
- 2014 – Velbloudí dostihy (Camel Up)
- 2013 – Hanabi
- 2012 – Kingdom Builder
- 2011 – Qwirkle
- 2010 – Dixit
- 2009 – Dominion
- 2008 – Keltis
- 2007 – Zooloretto
- 2006 – Poštovní kurýr (Thurn und Taxis)
- 2005 – Niagara
- 2004 – Jízdenky, prosím! (v anglickém vydání Ticket to ride, v německém Zug um Zug)
- 2003 – Alhambra
- 2002 – Villa Paletti
- 2001 – Carcassonne
- 2000 – Torres
- 1999 – Tikal
- 1998 – Elfenland
- 1997 – Mississippi Queen
- 1996 – El Grande
- 1995 – Osadníci z Katanu
- 1994 – Manhattan
- 1993 – Bluff
- 1992 – Um Reifenbreite
- 1991 – Kocourkov (Drunter und Drüber)
- 1990 – Adel Verpflichtet
- 1989 – Café International
- 1988 – Barbarossa
- 1987 – Auf Achse – – v ČR vyráběná pod názvem Kamiónem po Evropě
- 1986 – Heimlich & Co.
- 1985 – Sherlock Holmes Criminal-Cabinet
- 1984 – Dampfross – v ČR vyráběná pod názvem Express
- 1983 – Scotland Yard – v ČR vyráběná pod názvy AgentX, Akce X, Fantom
- 1982 – Sagaland
- 1981 – Focus
- 1980 – Rummikub číselný
- 1979 – Zajíc a želva (Hare & Tortoise); v ČR vyráběna také v trochu pozměněné podobě s názvem Zajíc a ježek.

### Kinderspiel des Jahres
- 2023 – Mysterium Kids
- 2022 – Zauberberg
- 2021 – Dragomino
- 2020 – Speedy roll
- 2019 – Údolí Vikingů (Tal der Wikinger)
- 2018 – Dračí dech (Funkelschatz)
- 2017 – Ice Cool
- 2016 – Stone Age Junior
- 2015 – Spinderella
- 2014 – Geister, Geister, Schatzsuchmeister! ()
- 2013 – Začarovaná věž (Der verzauberte Turm)
- 2012 – Schnappt Hubi!
- 2011 – Da ist der Wurm drin
- 2010 – Diego Drachenzahn
- 2009 – Das magische Labyrinth
- 2008 – Wer war's?
- 2007 – Beppo der Bock
- 2006 – Der schwarze Pirat
- 2005 – Das kleine Gespenst
- 2004 – Geistertreppe
- 2003 – Viva Topo!
- 2002 – Maskenball der Käfer
- 2001 – Klondike

### Sonderpreis
V některých letech byla tato cena udělena vícekrát, naopak v letech, která zde nejsou uvedena, nebyla udělena. Cena za nejlepší hru pro děti se od roku 2001 uděluje jako Kinderspiel des Jahres.
- 2009 – Gift Trap za nejlepší hru na večírek
- 2009 – Space Alert za nový herní svět
- 2008 – Agricola za nejlepší složitou hru
- 2006 – Shadows over Camelot za nejlepší fantasy hru
- 2006 – Caylus za nejlepší složitou hru
- 2001 – Pán prstenů za nejlepší hru podle literatury
- 2001 – Trója za nejlepší hru s historickým námětem
- 2000 – Arbos za nejlepší hru pro děti
- 1999 – Kayanak za nejlepší hru pro děti
- 1998 – Zicke Zacke Hühnerkacke za nejlepší hru pro děti
- 1997 – Aztec za nejhezčí hru
- 1997 – Leinen los! za nejlepší hru pro děti
- 1997 – Husarengolf za nejlepší hru vyžadující fyzické schopnosti
- 1996 – Venice Collection za nejhezčí hru
- 1996 – Vier zu mir! za nejlepší hru pro děti
- 1996 – Carabande za nejlepší hru vyžadující fyzické schopnosti
- 1995 – Tribalance za nejhezčí hru
- 1995 – Karambolage za nejlepší hru pro děti
- 1995 – 3D Krimi-Puzzle za nejlepší hlavolam
- 1994 – Doctor Faust za nejhezčí hru
- 1994 – Looping Louie za nejlepší hru pro děti
- 1993 – Kula Kula za nejhezčí hru
- 1993 – Ringel Rangel za nejlepší hru pro děti
- 1992 – Schweinsgalopp za nejlepší hru pro děti
- 1991 – Master Labyrinth za nejhezčí hru
- 1991 – Corsaro za nejlepší hru pro děti
- 1990 – Lifestyle za nejhezčí hru
- 1990 – Das Geisterschloß za nejlepší hru pro děti
- 1989 – Henne Berta za nejhezčí hru
- 1989 – Gute Freunde za nejlepší hru pro děti
- 1988 – Inkognito za nejhezčí hru
- 1988 – Sauerbaum za kooperativní hru
- 1987 – Tatort Nachtexpress za nejhezčí hru
- 1986 – Müller & Sohn za nejhezčí hru
- 1985 – Die drei Magier za nejhezčí hru
- 1984 – Uisge za nejhezčí hru
- 1983 – Wir füttern die kleinen Nilpfelde za nejhezčí hru
- 1982 – Skript za nejhezčí hru
- 1981 – Ra za nejhezčí hru
- 1980 – Spiel za nejhezčí hru
- 1980 – Rubikova kostka za nejlepší hru pro jednoho hráče
- 1979 – Seti za nejhezčí hru